# Gábor Vayer
Gabor Vayer (ur. 18 maja 1977 w Paks) – węgierski piłkarz grający na pozycji pomocnika.
Swoją karierę zaczynał w sezonie 1993/1994 w węgierskim klubie Paksi SE grając w 16 meczach zdobywając 2 bramki. W Paksi grał 4 sezony zdobywając 17 bramek w 53 meczach. W sezonie 1997/98 przeniósł się do Győri ETO FC, gdzie zdobył 36 bramek występując w 135 meczach. W 2001 roku przeniósł się do portugalskiego klubu CD Santa Clara, aby w 2004 roku wystąpić w CD Portosantense, skąd opuścił Portugalię udając się na sezon na Cypr do Digenis Morfou, gdzie wystąpił w 26 meczach zdobywając zaledwie 3 bramki, po sezonie w lidze cypryjskiej próbował swoich sił w Izraelu w Hapoel Bene Lod skąd wrócił na Węgry aby występować w FC Fehérvár, skąd w 2007 roku przyszedł do Polski, gdzie początkowo miał występować w Widzewie Łódź strzelając dla niego nawet dwa gole w sparingu przeciwko ówczesnemu wicemistrzowi Polski GKS-owi Bełchatów, ale działacze łódzkiego Widzewa długo zwlekali z zawarciem kontraktu, ostatecznie piłkarz podpisał kontrakt z rywalem Widzewa, ŁKS-em Łódź. Jest on drugim piłkarzem węgierskiego pochodzenia w ŁKS-ie, pierwszym był w latach 50. Rudolf Patkoló, który zmienił barwy narodowe aby wystąpić dla Polski.

## Występy w ŁKS-ie Łódź w sezonie 2007/2008
Swój debiut w ekstraklasie miał 22 lutego 2008 roku w meczu z Jagiellonią Białystok, gdzie rozegrał całe spotkanie. Mecz zakończył się remisem. Występował w meczach z Legią Warszawa, Cracovią, Groclinem Grodziskiem Wielkopolskim, Zagłębiem Sosnowiec, Zagłębiem Lubin i Wisłą Kraków. Swoją pierwszą bramkę w ekstraklasie zdobył 10 maja 2008 w wygranym meczu z Lechem Poznań 2:1 gdzie został wpuszczony na boisko w 89 minucie, aby 90 minucie spotkania dać prowadzenie zespołowi z Łodzi. Na boiskach ekstraklasy łącznie był w sezonie 2007/2008 335 minut, zdobył jedną bramkę i otrzymał jedną żółtą kartkę w meczu z Jagiellonią Białystok.